# Circo Fantasma
I Circo Fantasma sono un gruppo musicale italiano di genere rock attivo dalla metà degli anni novanta.

## Storia del gruppo
Dopo anni di concerti ed un paio di demotape il gruppo esordisce su disco nel 1995, con il brano La fabbrica cover del brano originale Factory pubblicato nella raccolta For You: A Tribute to Bruce Springsteen.
Nel 1997 un altro loro brano, Il fiume, viene pubblicato nella raccolta Max Generation '97: la musica che cambia.
Questo brano anticipa l'uscita del primo album Ninna nanna per la classe operaia per (Az/BMG), con ospiti quali Yo Yo Mundi, Gang, Al Darawish, Paolo Bonfanti.
L'album, apprezzato dalla critica e inserito tra delle miglior opere prime del 1997, contiene anche una cover de La canzone del maggio di Fabrizio De Andrè e ha permesso al gruppo di partecipare al Premio Tenco.
Partecipano poi all'album tributo a Nick Drake Five Leaves Theft dove interpretano il brano Time Has Told Me.
Nel 1999 esce il secondo album Tempi migliori con ospiti come Yo Yo Mundi, Santa Sangre e Madreblu dove è presente una cover di That's What You Always Say dei The Dream Syndicate.
Due anni dopo esce il terzo album, Ad un passo dal vuoto prodotto da Giorgio Canali. Anche in questo disco tra i brani spicca una cover, quella di un brano dei Los Lobos, Short Side of Nothing a sancire l'amore della band per un certo tipo di rock americano.
Questo amore esplode cinque anni dopo, nel 2006, con l'uscita del quarto album I Knew Jeffrey Lee, prodotto dal leader degli Ulan Bator Amaury Cambuzat ed ispirato alla compilation del 1986 I Knew Buffalo Bill che vedeva artisti quali Jeremy S. Gluck dei Barracudas, Nikki Sudden ed il fratello Epic Soundtracks degli Swell Maps, Rowlans S. Howard dei Bad Seeds e soprattutto Jeffrey Lee Pierce dei Gun Club (da qui il riferimento del titolo). L'album è composto da alcune cover della compilation ed da altre riferite a quel mondo musicale di quel periodo (Nick Cave, Gun Club, Nikki Sudden, Beasts of Bourbon per citarne alcuni).
Così come nel disco originale, invitano una serie di ospiti legati a quella scena musicale "immaginaria": sono presenti Manuel Agnelli degli Afterhours, Cesare Basile, Mauro Ermanno Giovanardi dei La Crus, Emidio Clementi dei Massimo Volume e molti altri, compreso Nikki Sudden stesso e Steve Wynn dei Dream Syndicate.
Bisogna aspettare altri sei anni prima della pubblicazione di un nuovo lavoro, Playing with the Ghost, seguito naturale di I Knew Jeffrey Lee, che comprende alcune canzoni rimaste nel cassetto dalle sessioni di quest'ultimo, arricchite da nuove cover e da alcuni brani originali.
Anche in questo disco ci sono collaborazioni importanti, da Nikki Sudden a Jeremy Gluck, passando per lo scrittore-cantante Phil Shoenfelt.

## Formazione
- Francesco De Luca (batteria) 1994-2006
- Biagio Carlomagno (Voce, chitarra) 1994-1997
- Nicola Cereda (voce, chitarra) 1994-presente
- Max Carinelli (voce, chitarra) 1998-2001
- Roberto De Luca (basso) 1994-presente
- Carlo Cereda (fisarmonica, organo, piano) 1997-presente

## Discografia

### Album
- 1997 - Ninna nanna per la classe operaia (Az/BMG)
- 1999 - Tempi migliori (Az/BMG)
- 2001 - Ad un passo dal vuoto (Baracca&Burattini/Edel)
- 2006 - I Knew Jeffrey Lee (Lain/Goodfellas)
- 2012 - Playing with the Ghost (Antistar)